# Boorsulfide
Boorsulfide is een chemische verbinding met de formule {\displaystyle {\ce {B2S3}}}. Het is een vochtgevoelige vaste stof. De structuur van de stof is polymeer. Technisch is de stof interessant als basis voor speciale glassoorten en in de synthese van organische silfides.

## Reacties
Net als de sulfides van silicium en fosfor reageert {\displaystyle {\ce {B2S3}}} met sporen water, inclusief vocht in de lucht, waarbij waterstofsulfide ontstaat. De uiteindelijke reactie wordt door onderstaande (geïdealiseerde) reactievergelijking weergegeven:
{\displaystyle {\ce {B2S3\ +\ 3H2O\ \longrightarrow \ B2O3\ +\ 3H2S}}}
{\displaystyle {\ce {B2S3}}}. vormt makkelijk glazen met andere sulfiden zoals {\displaystyle {\ce {P2S5}}}. Deze glassoorten zijn, in tegenstelling tot borosilicaatglas, doorzichtig voor de middengolflengtes van infrarood licht. Sommige van deze gemengde sulfides zijn in staat ionen snel te geleiden.
In de organische chemie wordt {\displaystyle {\ce {B2S3}}} ingezet als reagens om ketonen om te zetten in de overeenkomstige thionen. Een voorbeeld daarvan is de synthese van thiobenzofenon uit benzofenon:
|  | {\displaystyle {\ce {->[{\ce {B2S3}}]}}} |

Theoretisch is een molverhouding benzofenon : boorsulfide gelijk aan 3 : 1, in de praktijk wordt een overmaat boorsulfide gebruikt.

## Synthese
De eerste synthese van deze stof in 1824 staat op naam van Jöns Jacob Berzelius. Hij liet amorf boor reageren met zwaveldamp.
{\displaystyle {\ce {2B\ +\ 3S\ \longrightarrow \ B2S3}}}
In 1858 werd de synthese door Friedrich Wöhler en Henri Etienne Sainte-Claire Deville gepubliceerd op basis van boor en waterstofsulfide.
{\displaystyle {\ce {2B\ +\ 3H2S\ \longrightarrow \ B2S3\ +\ 3H2}}}
In 1908 werd een synthese van boorsulfide beschreven waarin het ijzer- of mangaanboride met waterstofsulfide reageerde bij 300 °C. Hoewel de omzetting complexer verloopt, kan de algemene reactie beschreven worden met de volgende vergelijking:
{\displaystyle {\ce {2FeB\ +\ 4H2S\ \longrightarrow \ B2S3\ +\ FeS\ +\ 4H2}}}

## Structuur
De boor-atomen in {\displaystyle {\ce {B2S3}}} zijn trigonal vlak en georganiseerd in ringen van {\displaystyle {\ce {B3S3}}} en {\displaystyle {\ce {B2S2}}} met zwavelatomen als bruggen tussen de ringen. De gebrugde ringen vormen een gelaagde structuur met een afstand tussen de lagen van 355 pm. Hierin verschilt het sulfide van het booroxide, {\displaystyle {\ce {B2O3}}} dat een driedimensionale structuur heeft. De moleculaire, monomere vorm van {\displaystyle {\ce {B2S3}}} heeft een V-vorm met een B-S-B-hoek van ongeveer 120°.